# Paulo Sarasate
Paulo Sarasate Ferreira Lopes (Fortaleza, 3 de novembro de 1908 — Rio de Janeiro, 23 de junho de 1968) foi um advogado, jornalista e político brasileiro.

## Biografia
Nasceu em Fortaleza, filho do maestro Henrique Jorge Ferreira Lopes e de Júlia (Magalhães) Jorge Ferreira Lopes. Seu irmão mais novo foi o igualmente jornalista João Jacques Ferreira Lopes.
Iniciou a vida política como deputado estadual em 1934. Foi deputado federal por quatro legislaturas: 1946, 1951, 1959 e 1963, tendo concluído todos os períodos. Governou o Ceará entre 1955 e 1958. Estando filiado ao ARENA, exerceu também o cargo de senador pelo Ceará entre 1967 e 1968, tendo realizado dois pronunciamentos em defesa de suas propostas: o primeiro versava sobre a obrigatoriedade de manutenção, pelas instituições de Ensino Superior, de cursos de extensão destinados a elevar os padrões técnicos dos profissionais de ensino médio e um segundo projeto de sua autoria acerca do aproveitamento voluntário de candidatos classificados em concurso público em cargos vagos de atribuições afins.
Faleceu em Fortaleza no dia 23 de junho de 1968, sendo substituído no Senado pelo suplente Waldemar de Alcântara.

## Obras
- Por que devemos combater o nazismo (1942),
- O problema econômico do Nordeste e a Constituição de 1946,
- A batalha da borracha (1946),
- A Constituição do Brasil ao alcance de todos,
- O rio Jaguaribe é uma artéria aberta (1968).[2]
- A participação nos lucros e na gestão das empresas.

## Homenagens
- Em Fortaleza, o Ginásio Paulo Sarasate foi nomeado em homenagem ao político.[3]
- Em Caucaia, um hospital foi nomeado em homenagem ao governador.[4]
- Uma escola em Fortaleza foi nomeada em homenagem ao político.[5]
- Uma escola em Canindé foi nomeada em homenagem ao político.[6]
- Uma escola em São Paulo recebeu o nome do político.[7]
- Em Maranguape, uma escola têm o nome do governador.[8]
- Uma rua em Criciúma recebeu o nome do político.[9]
- Uma rua em Iguatu têm o nome do governador.[10]
- Uma rua em Caucaia foi nomeada em homenagem ao político.[11]
- A Barragem do Açude Araras em Varjota recebeu o nome do político.[12]
- Hospital e Maternidade Municipal de Redenção, Ceará.
- Em Fortaleza, a Escola Profissionalizante Pe. João Piamarta fez homenagem levando seu nome para a Banda Juvenil Dr. Paulo Sarasate.